# Chivas Femenil

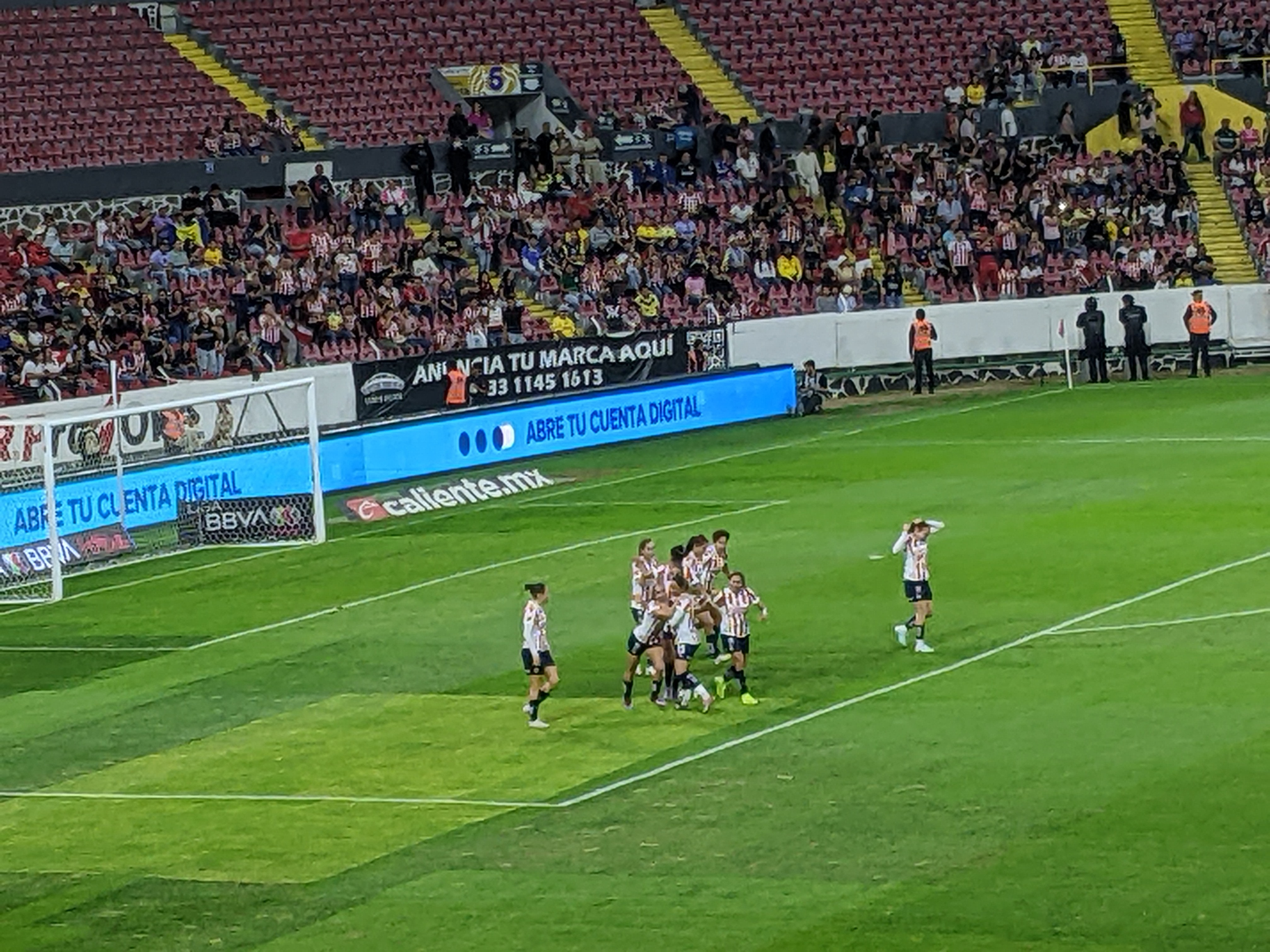
Spielerinnen von Chivas Femenil feiern im Estadio Jalisco ein Tor gegen den Erzrivalen América Femenil

Chivas Femenil ist die allgemein übliche Bezeichnung einer mexikanischen Frauenfußballmannschaft aus Guadalajara, die dem Fußballverein Club Deportivo Guadalajara angeschlossen ist.

## Geschichte
Der Frauenfußball konnte sich auch in Mexiko erst allmählich durchsetzen. Obwohl die
mexikanische Fußballnationalmannschaft der Frauen bereits 1970 ihr erstes inoffizielles Spiel bei der seinerzeit ebenfalls noch inoffiziellen Fußball-Weltmeisterschaft der Frauen in Italien bestritt und bei diesem Turnier einen beachtlichen dritten Platz belegte und die nächste inoffizielle Weltmeisterschaft ein Jahr später in Mexiko ausrichtete, bei der die Gastgeberinnen Vizeweltmeister wurden, dauerte es noch eine Weile, bis der Frauenfußball sich schließlich auch in Mexiko etablierte. Dabei belegen die 110.000 Besucher, die das WM-Finale 1971 in einem ausverkauften Aztekenstadion in Mexiko-Stadt verfolgten, dass das Interesse in der Bevölkerung durchaus vorhanden war.
Die herausragende Spielerin in den Anfangsjahren des Frauenfußballs in Mexiko war Alicia Vargas, die den Spitznamen „La Pelé“ trug und für die Frauenfußballmannschaft des Club Deportivo Guadalajara spielte. Ihre herausragende Bedeutung im mexikanischen Frauenfußball wird unter anderem durch ihre Aufnahme in den „Salón de la Fama del Fútbol Internacional“ im Jahr 2019 ersichtlich, als sie als einzige Frau unter Männern diese Auszeichnung erhielt.
Doch bis zur offiziellen Gründung der seit den 1960er-Jahren inoffiziell betriebenen Frauenfußballmannschaft des Club Deportivo Guadalajara sollte es noch bis 1997 dauern.
Im Jahr 2001 trat mit der äußerst talentierten 14-jährigen Tania Morales ein weiterer baldiger „Star des mexikanischen Frauenfußballs“ dem Verein bei, für den sie bis zu ihrem Wechsel zum Hauptstadtverein CD Cruz Azul Ende 2021 spielte.
Obwohl bereits im Jahr 2000 eine erste landesweite Meisterschaft eingeführt wurde, an der die Mannschaft von Chivas Femenil auch teilnahm, wurde diese zum Saisonende 2000/01 wieder eingestellt.
Wenige Jahre später folgte ein weiterer Versuch, eine landesweite Meisterschaft zu etablieren, die aber erst mit Gründung der Superliga Femenil zu Beginn der Saison 2007/08 Fahrt aufnahm.
In der Apertura 2008 qualifizierte die Mannschaft sich durch einen 8:4-Gesamtsieg gegen den Stadtrivalen Club Deportivo Oro (Hinspiel 1:0, Rückspiel 7:4) für das Finale um die mexikanische Frauenfußballmeisterschaft. Dort unterlag Chivas Femenil mit dem Gesamtergebnis von 1:2 gegen die Reinas de Morelia (Hinspiel 1:1, Rückspiel 0:1).
In der daran anschließenden Clausura 2009 folgte der erste Gewinn der mexikanischen Frauenfußballmeisterschaft und der einzige im Rahmen der bis 2016/17 bestehenden Superliga Femenil. In den Finalspielen setzte Chivas Femenil sich mit dem Gesamtergebnis von 4:2 gegen Andrea’s Soccer durch (Hinspiel 3:1, Rückspiel 1:1).
Unmittelbar nach diesem Triumph verließ die Mannschaft die Superliga und nahm an der Liga Feminina de Occidente (Liga des Westens) teil. Auch die anderen Mannschaften aus Guadalajara und Umgebung spielten nur kurzzeitig in der Superliga. Einzige Ausnahme waren die der Universidad de Guadalajara angeschlossenen Leonas Negras, die – soweit nachvollziehbar – dauerhaft in der Superliga vertreten gewesen sein dürften.
Die Frauenfußballspielerinnen des CD Guadalajara kehrten auch nicht in die alte Superliga zurück und starteten erst wieder bei Gründung der Liga MX Femenil in der höchsten landesweiten Spielklasse, die gleich bei der ersten Austragung in der Apertura 2017 gewonnen wurde. In der daran anschließenden Clausura 2018 verpassten die Chivas-Frauen die Play-offs wegen eines dritten Platzes in der Vorrundengruppe hinter den Frauenmannschaften der beiden Nordrivalen, die sich anschließend auch im Finale gegenüberstanden.
In der Apertura 2018 scheiterte Chivas Femenil im Halbfinale mit 1:1 und 3:4 gegen den amtierenden Meister Tigres Femenil, bevor in der Clausura 2019 erneut die Play-offs verpasst wurden.
Mit Ausnahme der Clausura 2020, die wegen der weltweiten Covid-19-Pandemie vorzeitig abgebrochen wurde, erreichte Chivas Femenil seit der Apertura 2019 jedes Mal die Play-offs. Dabei scheiterte die Mannschaft alljährlich dreimal in Folge (also stets in der Apertura der Jahre 2019, 2020, 2021), und jeweils im Viertelfinale, gegen den Erzrivalen Club América Femenil.
In der Clausura 2021 erreichte Chivas Femenil erstmals wieder die Finalspiele, die gegen den Rekordmeister UANL Tigres (4 Titel bis zum Saisonende 2021/22) mit 1:2 und 3:5 verloren wurden. In der Clausura 2022 konnte Chivas Femenil sich im Halbfinale ebenso gegen die Tigres durchsetzen wie im Finale gegen die Frauenmannschaft vom CF Pachuca und holte den zweiten Meistertitel der Liga MX Femenil und im Gesamtsaisonfinale auch den Campeón de Campeones gegen den Sieger der Apertura 2021, CF Monterrey.
In derselben Saison 2021/22 hatte Chivas Femenil die erfolgreichste Torjägerin und die als beste Spielerin ausgezeichnete Alicia Cervantes in ihren Reihen.

## Erfolge
- Mexikanischer Frauenfußballmeister (Liga Mexicana de Fútbol Femenil): Clausura 2009
- Mexikanischer Frauenfußballmeister (Liga MX Femenil): Apertura 2017, Clausura 2022
- Campeón de Campeones: 2021/22